# Черен каньон (национален парк)
Черният каньон (пълно название Черният каньон на националния парк Гънисън, на английски: Black Canyon of the Gunnison National Park) е национален парк в САЩ, намиращ се в западната част на щата Колорадо. Площта му е около 125 km2 и е обявен за национален монумент на 2 март 1933 година и за национален парк на 21 октомври 1999 година. Той съдържа 19 km от общо 77 km дългия каньон на река Гънисън. Националният парк се състои само от най-дълбоката и колоритна част на каньона.
Наречен е така, защото е много стръмен и дълбок и слънчевата светлина не може да достигне дъното. Въпреки това той е богат на животински и растителни видове. Реката Гънисън е дълбала каньона в продължение на милиони години, но към образуването му са допринесли и други геоложки събития.